# Snochatchestvo
Snochatchestvo era uma tradição rural na Rússia segundo a qual o patriarca da família tinha o direito de se servir dos favores sexuais da sua nora caso o próprio filho se encontrasse ausente.
Com o objetivo de atrair mais trabalhadores para o lar, os casamentos na Rússia rural eram freqüentemente contraídos quando o noivo tinha seis ou sete anos de idade. Durante a minoridade de seu marido, a noiva muitas vezes tinha que tolerar avanços de seu sogro assertivo. Por exemplo, em meados do século 19 no Governatorado de Tambov, meninos de 12 a 13 anos eram frequentemente casados com garotas de 16 a 17 anos. Os pais dos meninos costumavam se casar para tirar proveito da falta de experiência de seus filhos. "Snokhachestvo" gerou conflitos na família e pressionou moralmente a sogra, que costumava tratar a esposa do filho como rival pelo afeto de seu próprio marido.
"Snokachestvo" era considerado incesto pela Igreja Ortodoxa Russa e impróprio pela "comunidade" rural. Legalmente, era considerado uma forma de estupro e punido com quinze a vinte chicotadas. Compreensivelmente, casos de  snokhachestvo  não foram divulgados e o crime permaneceu latente, tornando difícil avaliar a sua verdadeira extensão no Império Russo.
Um dos primeiros escritores russos a condenar "snokhachestvo", descrevendo-o como uma forma de "desvirtuação sexual", era Alexander Radishchev, que o via como uma consequência da servidão russa. No século XIX, seu ressurgimento foi alimentado pela obrigatoriedade do recrutamento militar na Rússia e pela saída sazonal de jovens para trabalhar fora da aldeia.